# Holophonics
Holophonics er et firmamærke for en speciel form for lydindspilning, baseret på det ikke understøttede krav at lydsystemet opfører sig som et interferometer.
| Musik | Spire Denne musikartikel er en spire som bør udbygges. Du er velkommen til at hjælpe Wikipedia ved at udvide den. |